# Bonjour tristesse (film, 1958)
Pour les articles homonymes, voir Bonjour tristesse (homonymie).
Pour plus de détails, voir Fiche technique et Distribution.
Bonjour tristesse est un film américain réalisé par Otto Preminger et sorti en 1958, adaptation du roman Bonjour tristesse de Françoise Sagan.

## Synopsis
Cécile, 17 ans, vit à Paris avec son père Raymond, un richissime et séduisant veuf quadragénaire, qui ne lui impose aucune contrainte, pas même celle de ses études. À l'exemple de son père, la vie de Cécile ne semble être que futilités : suites de sorties en boîtes avec flirts successifs. C'est parce que quelque chose s'est brisé en elle durant leurs dernières vacances sur la Côte d’Azur. Depuis lors, Cécile connaît la tristesse et elle se souvient. 
Avec son père et la jeune Elsa, petite amie du moment de celui-ci, ils s'étaient installés pour l'été dans une superbe villa entourée de pinèdes et donnant sur la mer. Leur séjour s'annonçait lumineux et gai, à l'image de la blonde et joyeuse Elsa, farniente alternant avec dîners à Saint-Tropez ou soirées à Monte-Carlo. Et ce, jusqu'à l'arrivée d’Anne Larsen, créatrice de haute couture et maîtresse femme, autrefois amie de la mère de Cécile et que Raymond ne se souvenait plus avoir invitée;

## Fiche technique
- Titre original : Bonjour Tristesse
- Réalisation : Otto Preminger, assisté de Serge Friedman
- Scénario : Arthur Laurents d’après le roman de Françoise Sagan, Bonjour tristesse (Éditions Julliard, 1954)
- Direction artistique : Ray Simm
- Décors : Roger K. Furse
- Costumes : Hubert de Givenchy
- Photographie : Georges Périnal
- Cadrage : Denys N. Coop
- Son : David Hildyard, Red Law
- Montage : Helga Cranston
- Musique : Georges Auric, orchestre dirigé par Lambert Williamson
- Chorégraphie : Tutte Lemkow
- Scripte : Eileen Head
- Affichiste et conception graphique générique : Saul Bass
- Peintures : Kumi Sugaï
- Producteur : Otto Preminger
- Société de production : Wheel Productions (États-Unis)
- Sociétés de distribution : Columbia Pictures, Flash Pictures (France)
- Pays de production :  États-Unis
- Langue : anglais
- Format : 35 mm — couleur par Technicolor et noir et blanc — 2.35:1 CinemaScope — son monophonique (Western Electric Sound System)
- Genre : drame
- Durée : 94 minutes
- Dates de sortie : 
  - États-Unis : 15 janvier 1958
  - France : 7 mars 1958
    - Reprise : 2 novembre 2011
- Classifications CNC : tous publics, Art et Essai (visa d'exploitation no 20570 délivré le 20 février 1958)
- Affiche : Georges Kerfyser (France)

## Distribution
- Deborah Kerr (V.F. :Jacqueline Porel) : Anne Larsen
- David Niven (V.F. : Bernard Dhéran) : Raymond
- Jean Seberg (V.F. : Jeanine Freson) : Cécile
- Mylène Demongeot (V.F. : Elle-même) : Elsa
- Geoffrey Horne (V.F. : Jean-Pierre Duclos) : Philippe
- Juliette Gréco (V.F. : Elle-même) : elle-même
- Walter Chiari (V.F. : Serge Lhorca) : Pablo
- Martita Hunt : la mère de Philippe
- Roland Culver : Monsieur Lombard
- Jean Kent : Madame Hélène Lombard
- David Oxley (V.F. : Bernard Noël) : Jacques
- Elga Andersen : Denise
- Jeremy Burnham (V.F. : Jacques Thébault) : Hubert
- Éveline Eyfel : une domestique
- Maryse Martin : une domestique
- Tutte Lemkow : Pierre Schube

## Chanson du film
Bonjour tristesse, paroles anglaises d'Arthur Laurents et musique de Georges Auric, interprétée par Juliette Gréco.

## Production

### Scénario
Lien entre les deux adaptations américaines sorties en 1958 de romans de Françoise Sagan : au début du film, David Niven feuillette un numéro de Elle où la photo de l'actrice Christine Carrère fait la couverture du magazine. On sait déjà, lors du tournage de Bonjour tristesse en 1957, que Christine Carrère fait partie du casting du film Un certain sourire qui va se tourner début 1958.

### Attribution des rôles
Quelques années seulement après la sortie du best-seller Bonjour tristesse de Françoise Sagan, Otto Preminger s’entoure de quelques-uns des plus grands comédiens de l’époque — David Niven en tête — pour restituer la trouble atmosphère du célèbre roman.
Otto Preminger avait proposé le rôle de Cécile à Brigitte Bardot mais Roger Vadim la dissuada d'accepter. Jean Seberg fut finalement choisie.

### Tournage
- Période prises de vue : du 1er août à mi-octobre 1957[2]
- Intérieurs : Studios de Shepperton (Royaume-Uni)
- Extérieurs : Paris, Saint-Tropez, Le Lavandou (Var)[3], Monte-Carlo
- Propriété La Fossette, Le Lavandou (Var) : cette maison qui sert de décors pour la majeure partie du film était la propriété de Pierre Lazareff et de sa femme Hélène.Installé sur une anse et dissimulée des regards par une petite forêt, elle descend jusqu’à la mer, à travers les rochers ou une piscine est creusé dans le roc.
- Mylène Demongeot[4] : « Preminger, toujours apoplectique et cramoisi, gueule, éructe, non-stop. Toute la journée. Tout le monde est terrorisé. […] Curieusement, je n'ai pas peur de lui. […] Pendant ce temps, les rushes commencent à arriver et, presque tous les soirs, nous avons une projection du travail effectué les derniers jours. Preminger est le seul metteur en scène que j’ai connu sortant de la salle absolument fou de rage et insultant tout le monde. […] Ça énerve beaucoup David Niven, ce parfait gentleman qui ne dit jamais un mot plus haut que l’autre. […] Avec moi, David est extraordinaire. Il vient me chercher et me dit :
— Allez, viens, on va répéter tous les deux.
Nous avons une longue scène très bonne, très drôle (en anglais, bien sûr), dans une chambre à coucher, que Preminger a l’intention de tourner en un seul plan. Et nous répétons dès que nous en avons le temps. […]
— Mais, David, comment se fait-il que vous soyez si gentil avec moi et que vous ayez la patience de tant répéter ?
Il rit et sa réponse fuse, directe :
— Mais, mon petit chou, c’est tout simple… Meilleure tu seras, meilleur je serai !
Bonne leçon !
C’est lui aussi qui m’a donné une autre clé que j’ai dans ma tête pour toujours :
— Mon petit chou, essaie de te rappeler une bonne chose, une vraie loi de la vie, tu verras… écoute-moi bien : prends toujours ton travail au sérieux, mais toi, ne te prends jamais au sérieux, jamais, quoi qu’il puisse t’arriver, promis ?
Je n’oublierai jamais. […]
Le pire pour Jean [Seberg] a été le tournage de la toute dernière scène quand, après la mort d'Anne, la petite Cécile est seule dans sa chambre, confrontée au remords. Otto a décidé de tourner ce dernier plan en installant un très long travelling qui va partir du fond de la chambre à coucher et s’approcher lentement de la petite jusqu’à arriver au très gros plan de son visage, qu’elle démaquille machinalement. Il voulait que, sans le moindre mouvement ni contraction musculaire, des larmes coulent sur son visage impassible, comme mort. Facile à dire, pas évident à exécuter… Le tournage durera la journée entière, sans être pour cela parfaitement satisfaisant pour Preminger, les larmes arrivent trop vite ou bien le visage s’est crispé ou bien les larmes ont coulé aussi par le nez. Le visage devient rouge… Les yeux aussi… On remaquille, on nettoie, on met des gouttes dans les yeux et l’on recommence… Comme ça toute la journée… À la fin, elle aura une crise de nerfs. […]
Ça y est, le film se termine. […] Il y aura encore quelques raccords, un peu de doublage à Londres, au studio de Pinewood, et je suis fière de moi parce que j’arrive à me doubler en anglais sans aucune difficulté. Preminger est très content. (Quelle joie !). »

## Accueil
- François Truffaut, alors critique de cinéma, fait l'éloge de la collaboration entre Preminger et Seberg : « Le cinéma est un art de la femme, c'est-à-dire de l'actrice. Le travail du metteur en scène consiste à faire faire de jolies choses à de jolies femmes, et pour moi, les grands moments du cinéma sont la coïncidence entre les dons d'un metteur en scène et ceux d'une comédienne dirigée par lui. Griffith et Lillian Gish [...] Rossellini et Magnani [...], Fellini et Masina (...). Nous pouvons désormais ajouter Preminger et Jean Seberg »[5].
- Mylène Demongeot[4] : « Le film sortira avec des critiques mitigées, mais, pour moi, c’est un vrai succès. Un critique new-yorkais écrira même : « Vous pouvez aller voir ce film rien que pour cette actrice française au nom totalement imprononçable. » (C’est moi, oui, j’en suis très fière !) »
- The New York Times[6] : « S'accordant à la critique littéraire du roman de Françoise Sagan, le film se distingue par son mauvais goût, son pauvre jugement et son manque d'habileté. »[7]
- Twitch Film (en)[8] : « La représentation d'une fille à l'aube de la féminité essayant de vérifier son pouvoir de séduction est incroyable. Plutôt que de critiquer les mœurs de l'ensemble de la société, Preminger s'attaque à la décadence de la famille nucléaire et de la moralité sans paraître prude ou réactionnaire. Exploit effectivement difficile. Cécile est juste assez âgée pour avoir des ennuis, mais un tout petit peu trop jeune pour entièrement comprendre les ramifications de ses actions infantiles, et elle n'est pas la seule à payer le prix. Tandis que son interprétation est électrique dans les flash-back impeccablement colorés, c'est dans les mornes scènes monochromes du présent que Jean Seberg fait preuve d'un réel talent d'actrice. »[7]
- Time Out[9] « Raconté du point de vue de Cécile, 17 ans, le film est aussi imprévisible et émotionnellement discordant que son héroïne adolescente : d’abord, nous aimons Anne, ensuite la détestons, puis avons pitié d’elle tandis que le père inconstant passe de l’impeccable héros au méprisable charlatan. Le film est une suite de scènes à couper le souffle : un simple dîner sur la côte se transforme en magistrale célébration musicale, une relation adolescente devient soudainement érotique, et la séquence finale est l’une des plus tristes du cinéma. »[7]
- The Guardian[10] : « L’histoire est rudement bonne, et la scène clef de « la révélation », dans laquelle Preminger montre seulement le visage horrifié de Kerr, est remarquable. »[7]